# 松平慶倫
松平 慶倫（まつだいら よしとも）は、江戸時代後期の大名。美作津山藩9代（最後の）藩主。官位は正四位下・左近衛中将、三河守。のち津山知藩事。

## 生涯
文政10年（1827年）閏6月5日、7代藩主・松平斉孝の四男として誕生した。幼名は龍次郎、温之助、淵之丞。初名は有倫。弘化4年（1847年）9月、8代藩主・松平斉民の養子となる。同年12月1日、12代将軍・徳川家慶に御目見する。嘉永元年（1848年）1月23日、従四位上・左少将・三河守に叙任される。後に正四位下・左中将にまで昇進する。
安政2年（1855年）5月3日、斉民の隠居により家督を相続する。文久3年(1863年)、国事周旋の内勅を受け上京し朝廷と幕府との調停にあたり、八月十八日の政変以降は藩内の尊皇攘夷派の排斥をおこなった。明治2年（1869年）6月、版籍奉還により津山知藩事に任ぜられる。明治4年（1871年）7月15日、廃藩置県により免職となる。同年7月26日、45歳で死去。法号は慎由。墓所は岡山県津山市八子の愛山松平家墓所の愛山廟。
しかし、明治政府には死亡を隠し、公的には以下のように届け出た。
「明治4年（1871年）8月10日、隠居し、養子康倫（実父・斉民）に家督を譲る。同年8月12日、死去。」
その後、康倫は明治11年（1878年）に没し、弟康民が家督を相続した。

## 系譜
- 父：松平斉孝（1788年 - 1838年）
- 母：中西氏
- 養父：松平斉民（1814年 - 1891年）
- 正室：儀姫 - 黒田長溥養女、奥平昌暢の娘
- 養子
  - 男子：松平康倫（1856年 - 1877年） - 松平斉民の四男